# Джентилони, Паоло
Паоло Джентилони Сильвери (итал. Paolo Gentiloni Silveri; род. 22 ноября 1954, Рим) — итальянский политический и государственный деятель. Председатель Совета министров Италии (2016—2018).
Министр иностранных дел в правительстве Ренци (2014—2016), министр связи во втором правительстве Проди (2006—2008).

## Биография

### Ранние годы
Паоло Джентилони происходит из старинной знатной семьи (его предок, лидер Католического союза избирателей граф Винченцо Отторино Джентилони, в 1913 году заключил с премьер-министром Джованни Джолитти так называемый «пакт Джентилони-Джолитти», позволивший практикующим католикам включиться в политическую жизнь Италии вопреки запрету Папы Римского Пия IX). Окончил Римский университет Ла Сапиенца, где изучал политологию, профессиональный журналист. Начал проявлять политическую активность ещё в период обучения в римском лицее имени Торквато Тассо и в университете. По воспоминаниям бывших одноклассников, в лицее Тассо юный Паоло был лидером студенческого движения, немногословным и решительным, ходил в «аляске», отпустил «бунтарскую» длинную чёлку, очки он тогда не носил. Одновременно считал себя и коммунистом, и католиком, временами преподавал катехизис детям вместе с Аньезе Моро, дочерью Альдо Моро. В 1970 году бастующие студенты захватили здание лицея, и Джентилони спокойно ждал полицейской операции, которая действительно состоялась в достаточно жёсткой форме. Поссорившись тогда со своими родителями, Джентилони уехал в Милан на церемонию памяти жертв теракта 12 декабря 1969 года на площади Фонтана. Вероятно, тогда он и увидел для себя будущее в политической карьере, проникся идеями молодёжного движения «новых левых» во главе с Марио Капанной, а также симпатиями к Советскому Союзу, хотя сторонником Сталина никогда не был. После своего побега из дома Джентилони вошёл в леворадикальное «Студенческое движение» Капанны, позже реорганизованное в «Движение трудящихся за социализм». В дальнейшем это объединение влилось в «Пролетарскую демократию», но Джентилони туда за Капанной не последовал.

### Журналистика, экология, Рим
В разгар «свинцовых семидесятых» Джентилони отошёл от ультралевых движений. Одиннадцать лет занимался журналистикой, в том числе сотрудничал в еженедельнике Fronte popolare («Народный фронт»), затем в Pace e guerra («Мир и война») — журнале основателей Il Manifesto Лучаны Кастеллина и Микеланджело Нотарианни (Michelangelo Notarianni). В 1984 году примкнул к экологическому движению, руководил La nuova ecologia — периодическим изданием организации Legambiente, в тот же период познакомился с Франческо Рутелли. В 1993 году принял участие в избирательной кампании Рутелли, боровшегося за пост мэра Рима. После его победы Паоло Джентилони семь лет работал пресс-секретарём мэра, а также асессором римской мэрии по туризму и подготовке к празднованию Тысячелетия в 2000 году.

### Время левого центра
Будучи экспертом в области коммуникаций, Джентилони стал координатором избирательной кампании коалиции «Оливковое дерево» в 2001 году, он также был среди основателей партии «Маргаритка» в 2002 году, входил в учредительный «комитет сорока пяти» Демократической партии в 2007 году.
В 2001 году Джентилони был избран в Палату депутатов и входил во фракцию Маргаритка: Демократия — это свобода, в 2006 году избран по списку коалиции «Оливковое дерево», в 2008 и 2013 годах — по списку Демократической партии. За всё время работы в нижней палате Джентилони только в период XIV созыва возглавлял парламентскую комиссию: с 12 октября 2005 года по 27 апреля 2006 года он являлся председателем Парламентской комиссии по надзору за оказанием услуг радиотелевизионного вещания (Commissione parlamentare per l’indirizzo generale e la vigilanza dei servizi radiotelevisivi).
C 17 мая 2006 по 6 мая 2008 года Паоло Джентилони являлся министром связи во втором правительстве Проди. Свои полномочия он использовал для поддержки законопроекта в развитие «закона Гаспарри», регулировавшего правила телевизионного вещания. В частности документ предполагал перевод каналов RAI и Retequattro на цифровой сигнал, а также ограничение количества рекламы в целях противодействия концентрации капитала. Сильвио Берлускони назвал законопроект «актом бандитизма» и «преступным проектом». Падение правительства помешало претворению планов Джентилони в жизнь.
В 2013 году Джентилони принял участие в предварительных выборах в Демократической партии, имевших целью определение кандидата на должность мэра Рима, и уступил не только победителю, Иньяцио Марино, но и третьему участнику, Давиду Сассоли.

### Министр иностранных дел в правительстве Ренци (2014—2016)

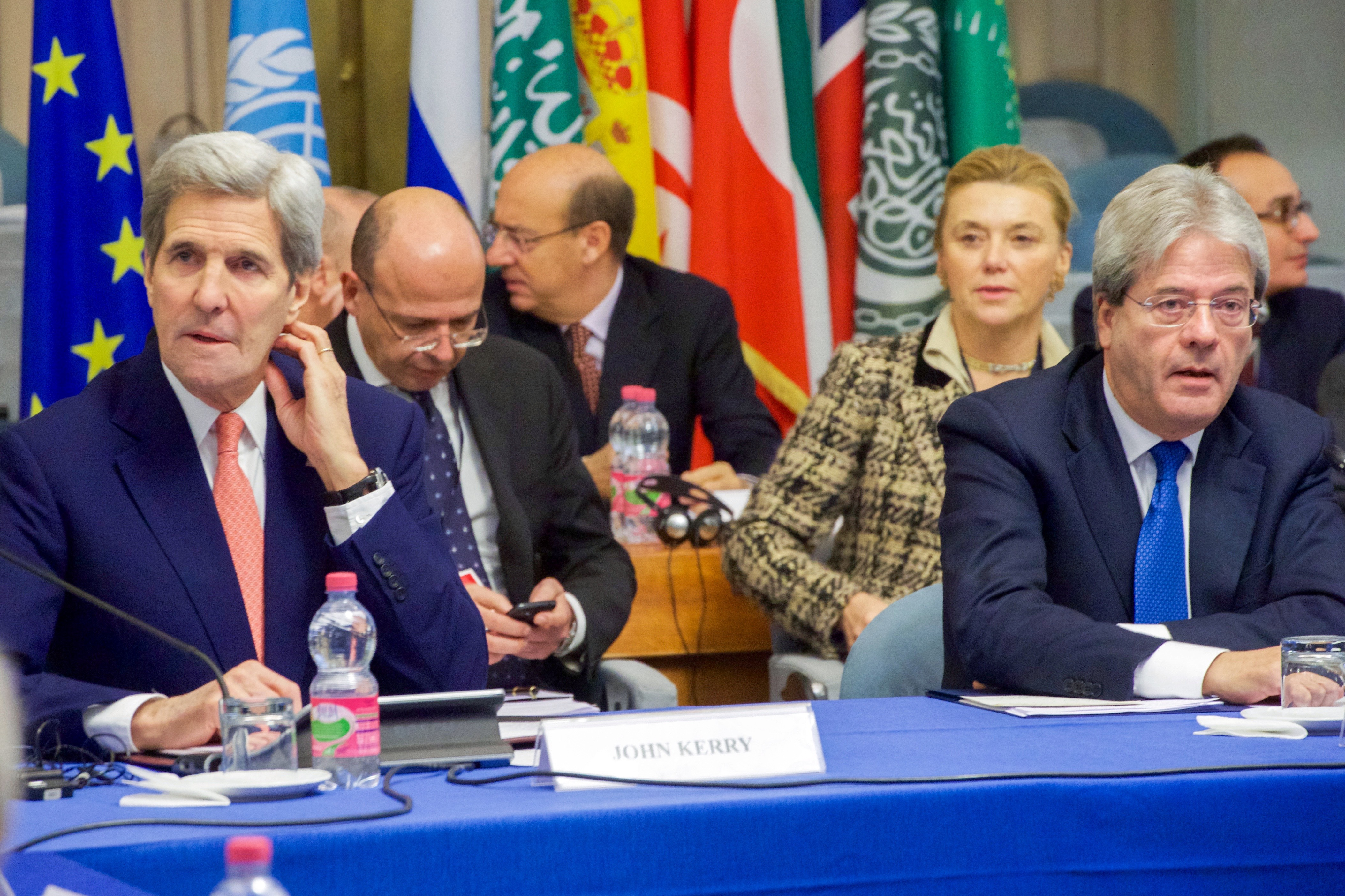
Джентилони с госсекретарём США Керри и руководителем Миссии ООН для помощи Ливии Коблер, Мартин на совещании в Министерстве иностранных дел Италии
13 декабря 2015 года

31 октября 2014 года Паоло Джентилони назначен министром иностранных дел Италии в правительстве Ренци в связи с вступлением Федерики Могерини в должность верховного представителя Евросоюза по иностранным делам и политике безопасности.
15 ноября 2014 года в интервью газете Corriere della Sera Джентилони заявил, что необходимо проявить твёрдость в дипломатических усилиях, направленных на поиск политического решения украинского кризиса и гарантию сохранения независимости Украины. Тем не менее, по мнению Джентилони, кризис невозможно решить с помощью санкций, и следует гарантировать России обеспечение её интересов как великой державы — в частности, Украину не следует принимать в НАТО.
16 января 2015 года в Италию на самолете спецслужб вернулись Грета Рамелли (Greta Ramelli) и Ванесса Марцулло (Vanessa Marzullo) — сотрудницы неправительственной организации Horryaty, похищенные в Сирии 31 июля 2014 года силами антиправительственной оппозиции. Джентилони лично встречал девушек в аэропорту Чампино, а их родственники в интервью прессе признали важную роль Министерства иностранных дел в операции по освобождению заложниц. Джентилони категорически опроверг утверждения правой оппозиции об уплате выкупа (называлась цифра до 12 млн евро) и объяснил успех слаженной работой спецслужб и специально созданного в МИДе «чрезвычайного штаба».
22 января 2015 года значительный общественный отклик получило высказывание Джентилони, сделанное в Лондоне на встрече министров 21 государства — участников коалиции против Исламского государства:

Существуют риски, в том числе значительные, проникновения террористов в связи с иммиграцией. К счастью, наши службы безопасности настороже и действуют, но нельзя позволять даже минимального снижения степени озабоченности. Тем не менее, ни одна демократическая страна не может допустить какого-либо смешения между феноменами миграции и терроризма и распространения идеи, что в лодках с отчаявшимися людьми, которые пристают к нашим берегам, скрываются террористы с «калашниковыми». Такое предположение было бы ошибкой культурного масштаба, к тому же невероятным с технической точки зрения.
Оригинальный текст (итал.)– Ci sono di rischi di infiltrazione, anche notevoli, di terroristi dall'immigrazione. Per fortuna i nostri apparati di sicurezza sono allertati e funzionano, ma questo non ci consente di abbassare minimamente il grado di preoccupazione. Ma nessun Paese democratico può avallare alcuna confusione fra fenomeni migratori e terroristici e diffondere l'idea che dietro i barconi di disperati che approdano sulle nostre coste si annidi il terrorista col kalashnikov. Sarebbe un errore culturale, oltreché improbabile, dal punto di vista tecnico
— 

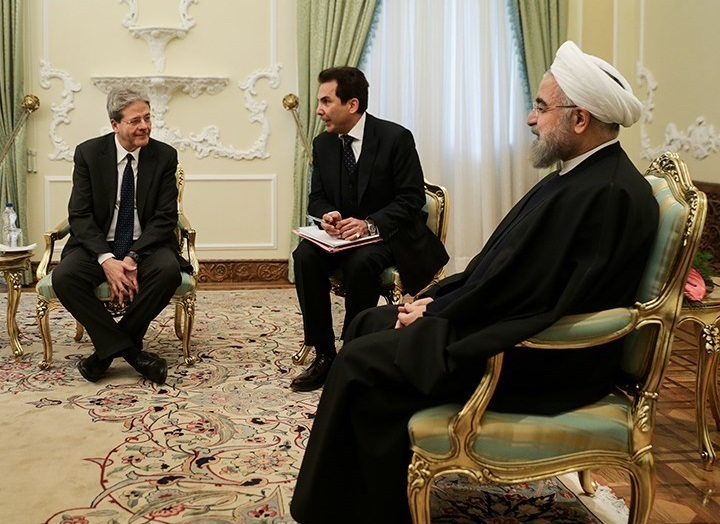
Встреча с президентом Ирана Хасаном Рухани. Рим, январь 2016 года

8 февраля 2015 года Джентилони выступил на канале Rai 3 в программе In ½ h, где заявил о необходимости введения новых санкций против России в случае провала мирных переговоров по урегулированию вооружённого конфликта в Донбассе, но начало поставок оружия Украине стало бы ошибкой. Тем не менее, по словам Джентилони, Италия примет любое решение США по этому вопросу. В то же время он высказался против направления наземных американских войск в район Мосула для противостояния силам ИГИЛ.
13 февраля 2015 года Джентилони заявил о готовности Италии присоединиться к коалиции государств, ведущих боевые действия против ИГИЛ, в связи с наступлением исламистов в Ливии. Радиостанция Аль Байян в Мосуле заявила в своей передаче, что министр «крестоносной Италии» объявил о готовности присоединиться к коалиции «безбожных наций», воюющих с Исламским государством (в арабском языке фразы «объединённые нации» и «безбожные нации» звучат похоже). 14 февраля Джентилони заявил, что отныне итальянское правительство внесено в официальный список врагов ИГИЛ.
9 мая 2015 года приехал в Москву на празднование 70-летия Победы в Великой Отечественной войне, которое бойкотировали более половины из 68 приглашённых глав государств и правительств в знак несогласия с аннексией Крыма Россией в марте 2014 года. Джентилони принял участие в церемонии возложения венков к Могиле Неизвестного Солдата (из представителей стран «большой семёрки» в ней участвовал также министр иностранных дел Франции Лоран Фабиус) и посетил торжественный приём в честь ветеранов Великой Отечественной войны в Кремле, в ходе которого провёл краткую встречу с министром иностранных дел России Сергеем Лавровым.
В начале марта 2016 года завершилась трагическая история похищения одной из воюющих в Ливии группировок четырёх граждан Италии: Филиппо Кальганьо (Filippo Calcagno), Джино Полликардо (Gino Pollicardo), Сальваторе Фаилла (Salvatore Failla) и Фаусто Пиано (Fausto Piano). Двое последних были убиты похитителями, члены их семей обвинили власти Италии в бездействии. Кальганьо и Полликардо вернулись на родину, но также сделали публичные заявления, что бежали из плена, не получив помощи от государства. Джентилони заявил в Палате депутатов, что выкуп не выплачивался, и что похитителями являлась исламистская группировка, никак не связанная с Исламским государством.
29 апреля 2016 года, выступая на Radio 1, Джентилони поставил дальнейшее развитие отношений Италии с Египтом в зависимость от итогов расследования похищения 25 января 2016 года и гибели в этой стране итальянского учёного Джулио Реджени.

### Премьер-министр (2016—2018)
11 декабря 2016 года президент Италии Серджо Маттарелла поручил Джентилони формирование нового правительства после отставки Маттео Ренци.
12 декабря 2016 года вечером сформировал правительство и вступил в должность.

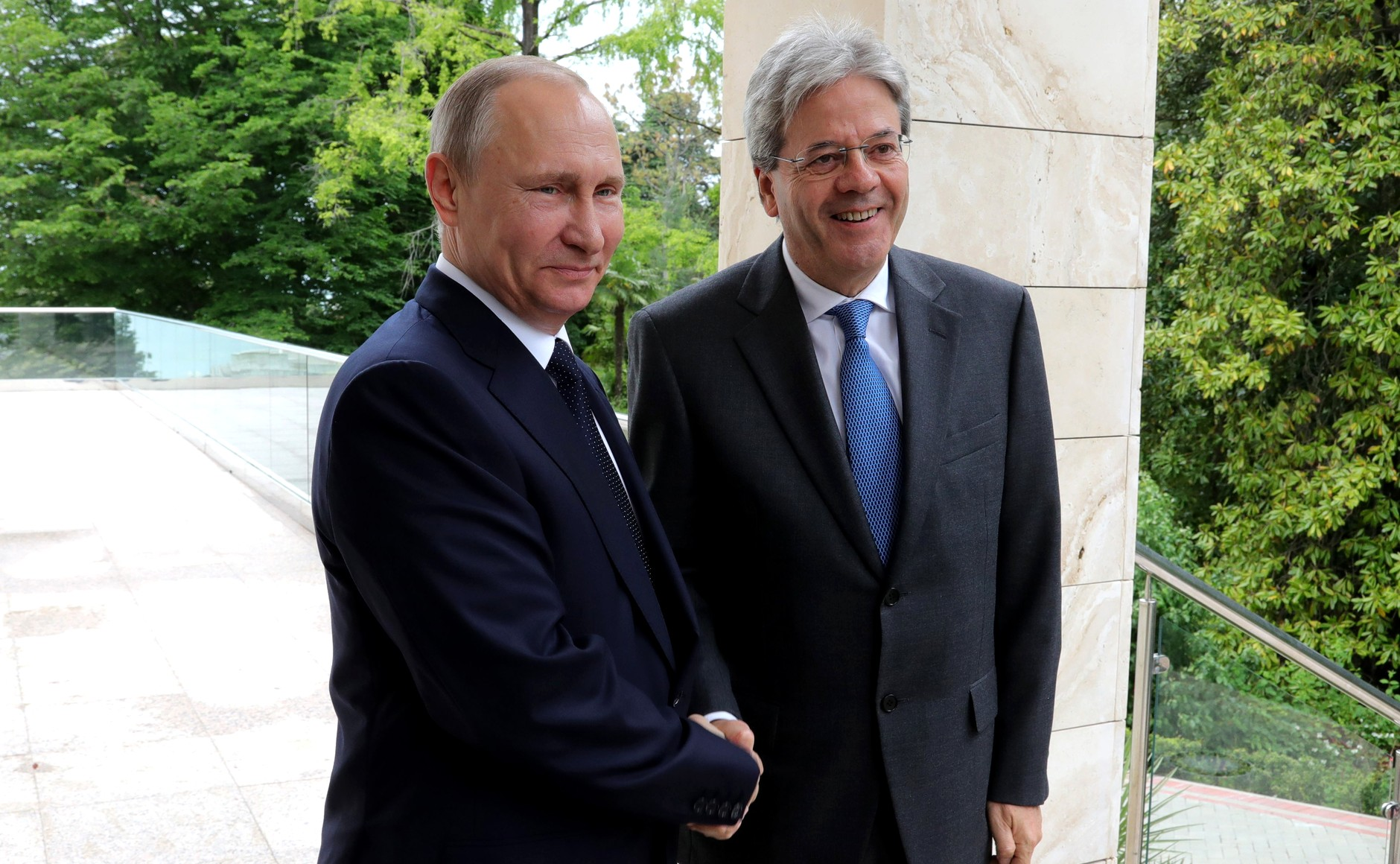
Встреча с Президентом России Владимиром Путиным.
Сочи, 17 мая 2017 года

10 января 2017 года после возвращения из Парижа с переговоров с Франсуа Олландом почувствовал себя плохо и был срочно госпитализирован в римскую больницу Gemelli. Перенёс операцию ангиопластики — стентирования — по реконструкции суженного коронарного сосуда. В течение нескольких месяцев проходил реабилитацию, исполнял государственные обязанности в щадящем режиме, отказался от ряда визитов и активного участия в политической жизни.
5 марта 2017 года в интервью газете il Sole 24 Ore заявил о намерении продолжить реформы правительства Ренци, в том числе снизить налоги на рабочую силу, а также о намерении сохранить своё правительство до очередных парламентских выборов в 2018 году. Кроме того, перечислил в числе основных задач специальные программы для экономического развития Юга Италии, реформу уголовного права, новый закон о конкуренции, закон о бедности, а также завершение уже начатых реформ государственной службы и школы.
19 июля 2017 года Джентилони принял на себя временное исполнение обязанностей министра без портфеля по делам регионов после отставки Энрико Коста, а 26 июля передал их младшему статс-секретарю аппарата правительства Джанклаудио Брессе.
14 марта 2018 года Джентилони стал исполнять обязанности министра сельского хозяйства после отставки 13 марта Маурицио Мартина, назначенного исполняющим обязанности национального секретаря Демократической партии.
24 марта 2018 года после начала работы нового парламента Джентилони подал прошение об отставке, но по просьбе президента продолжил исполнение своих обязанностей до формирования нового кабинета 1 июня 2018 года.

### Дальнейшие события
17 марта 2019 года в ходе Национальной ассамблеи Демократической партии в римском отеле Ergife избран председателем партии (вторая по значимости должность после национального секретаря, которым был избран губернатор Лацио Никола Дзингаретти).
5 сентября 2019 года второе правительство Конте выдвинуло кандидатуру Джентилони на пост еврокомиссара по экономике и финансам в формируемой Комиссии Урсулы фон дер Ляйен. 10 сентября был официально объявлен полный состав Комиссии с участием Джентилони.

## Личная жизнь
Женат на Эмануэле Мауро (архитектор), у супругов нет детей. Любит лирическую музыку, играет в теннис и покер, хорошо знает английский, французский и немецкий языки, одевается консервативно, по городу перемещается в основном пешком. Любимое изречение: «Мы — поколение, которое в восемнадцать лет вело себя, словно в сорок, но затем так и не согласилось с тем, что ему исполнилось сорок один» (Васкес Монтальбан).